# Вознюк Павло Євдокимович
Павло Євдокимович Вознюк (нар. 1921, місто Коростень, тепер Житомирської області — ?) — український радянський діяч, залізничник, старший машиніст паровозного депо станції Коростень Житомирської області. Депутат Верховної Ради УРСР 5-го скликання.

## Життєпис
Народився в родині робітника залізничного депо станції Коростень.
Після закінчення школи з 1936 року працював у депо станції Коростень Південно-Західної залізниці, був помічником машиніста.
З жовтня 1940 року служив у Червоній армії, учасник німецько-радянської війни з 1942 року. Був помічником машиніста 42-ї експлуатаційної роти 4-ї залізничної бригади Центрального, Західного та 2-го Білоруського фронтів.
З 1947 року — машиніст, старший машиніст паровозного депо станції Коростень Південно-Західної залізниці Житомирської області.
Потім — на пенсії у місті Коростені Житомирської області.

## Нагороди
- орден Вітчизняної війни ІІ ст. (6.04.1985)
- ордени
- медаль «За бойові заслуги» (16.04.1945)
- медаль «За оборону Москви» (26.01.1945)
- медалі